# ۹۹۴ (میلادی)
۹۹۴ (میلادی) نهصد و نود و چهارمین سال تقویم میلادی است.

## درگذشتگان
‎